# George Villiers, V conte di Jersey
George Villiers, V conte di Jersey (19 agosto 1773 – 3 ottobre 1859), è stato un nobile e politico inglese.

## Biografia
Era il figlio di George Villiers, IV conte di Jersey, e di sua moglie, Frances Twisden, figlia del Reverendo Philip Twisden, vescovo di Raphoe. Frequentò la Harrow School e al St John's College di Cambridge. È stato un Gentleman of the Bedchamber del Principe di Galles nel 1795.

## Carriera politica
Successe al padre nella contea nel 1805 e prese il suo posto nella Camera dei lord. È stato Lord Ciambellano sotto il duca di Wellington tra il luglio e il novembre 1830, è stato membro del consiglio privato nel luglio 1830.
Fu Lord Ciambellano per la seconda volta sotto Sir Robert Peel (1834-1835) e Magister equitum (1841-1846), e di nuovo brevemente sotto Lord Derby nel 1852.

## Matrimonio
Sposò, il 23 maggio 1804, Lady Sarah Sophia Fane (4 marzo 1785–26 gennaio 1867), figlia di John Fane, X conte di Westmorland. Era la nipote ed erede di Robert Child, principale azionista della società bancaria Child & Co. Lord Jersey aggiunse il cognome Child al cognome Villiers con una licenza reale nel 1819. Ebbero sette figli:
- George Child Villiers, VI conte di Jersey (1808-1859);
- Lord Augustus John Child Villiers (1810-1847), sposò Georgiana Elphinstone, non ebbero figli;
- Lord Frederick William Child Villiers (1815-1871), sposò Lady Elizabeth van Reede, non ebbero figli;
- Lord Francis John Robert Child Villiers (1819-1862);
- Lady Sarah Frederica Caroline Child Villiers (1822-1853), sposò Nicola III, IX Principe Esterházy di Galántha, ebbero sei figli;
- Lady Clementina Augusta Wellington Child Villiers (1824-1858);
- Lady Adela Corisande Maria Child Villiers (1828-1860), sposò il colonnello Charles Parke Ibbetson, ebbero una figlia.

Lord Jersey fu un appassionato cacciatore di volpi e un allevatore e addestratore di cavalli, possedendo due vincitori dell'Epsom Derby, Mameluke (1827) e Bay Middleton (1836) così come altri notevoli purosangue come Glencoe. Le numerose relazioni amorose di sua moglie non lo turbarono: quando gli fu chiesto perché non avesse mai combattuto un duello per proteggere il suo onore, rispose che difficilmente avrebbe potuto combattere ogni uomo di Londra.

## Morte
Morì il 3 ottobre 1859, all'età di 86 anni.

## Ascendenza
|                                       |                              |                                       | Genitori                               |  |  | Nonni |  |  | Bisnonni                             |  |  | Trisnonni                          |  |
|                                       |                              |                                       |                                        |  |  |       |  |  | William Villiers, II conte di Jersey |  |  | Edward Villiers, I conte di Jersey |  |
|                                       |                              |                                       |                                        |  |  |       |  |  | William Villiers, II conte di Jersey |  |  | Edward Villiers, I conte di Jersey |  |
|                                       |                              | Barbara Chiffinch                     |                                        |  |  |       |  |  | William Villiers, II conte di Jersey |  |  |                                    |  |
| William Villiers, III conte di Jersey |                              |                                       |                                        |  |  |       |  |  | William Villiers, II conte di Jersey |  |  |                                    |  |
|                                       |                              | Judith Herne                          | Frederick Herne                        |  |  |       |  |  |                                      |  |  |                                    |  |
|                                       |                              | Judith Herne                          | Frederick Herne                        |  |  |       |  |  |                                      |  |  |                                    |  |
|                                       |                              | Judith Herne                          | Elizabeth Lisle                        |  |  |       |  |  |                                      |  |  |                                    |  |
| George Villiers, IV conte di Jersey   |                              | Judith Herne                          |                                        |  |  |       |  |  |                                      |  |  |                                    |  |
|                                       |                              | Scroop Egerton, I duca di Bridgewater | John Egerton, III conte di Bridgewater |  |  |       |  |  |                                      |  |  |                                    |  |
|                                       |                              | Scroop Egerton, I duca di Bridgewater | John Egerton, III conte di Bridgewater |  |  |       |  |  |                                      |  |  |                                    |  |
|                                       |                              | Scroop Egerton, I duca di Bridgewater | Jane Paulet                            |  |  |       |  |  |                                      |  |  |                                    |  |
| Anne Egerton                          |                              | Scroop Egerton, I duca di Bridgewater |                                        |  |  |       |  |  |                                      |  |  |                                    |  |
|                                       |                              | Elizabeth Churchill                   | John Churchill, I duca di Marlborough  |  |  |       |  |  |                                      |  |  |                                    |  |
|                                       |                              | Elizabeth Churchill                   | John Churchill, I duca di Marlborough  |  |  |       |  |  |                                      |  |  |                                    |  |
|                                       |                              | Elizabeth Churchill                   | Sarah Jennings                         |  |  |       |  |  |                                      |  |  |                                    |  |
| George Villiers, V conte di Jersey    |                              | Elizabeth Churchill                   |                                        |  |  |       |  |  |                                      |  |  |                                    |  |
|                                       | William Twysden, V baronetto | William Twysden, III baronetto        |                                        |  |  |       |  |  |                                      |  |  |                                    |  |
|                                       | William Twysden, V baronetto | William Twysden, III baronetto        |                                        |  |  |       |  |  |                                      |  |  |                                    |  |
|                                       | William Twysden, V baronetto | Frances Cross                         |                                        |  |  |       |  |  |                                      |  |  |                                    |  |
| Philip Twysden, vescovo di Raphoe     | William Twysden, V baronetto |                                       |                                        |  |  |       |  |  |                                      |  |  |                                    |  |
|                                       |                              | Jane Twisden                          | Francis Twisden                        |  |  |       |  |  |                                      |  |  |                                    |  |
|                                       |                              | Jane Twisden                          | Francis Twisden                        |  |  |       |  |  |                                      |  |  |                                    |  |
|                                       |                              | Jane Twisden                          | Rebecca Lemon                          |  |  |       |  |  |                                      |  |  |                                    |  |
| Frances Twysden                       |                              | Jane Twisden                          |                                        |  |  |       |  |  |                                      |  |  |                                    |  |
|                                       |                              | Thomas Carter                         | Thomas Carter                          |  |  |       |  |  |                                      |  |  |                                    |  |
|                                       |                              | Thomas Carter                         | Thomas Carter                          |  |  |       |  |  |                                      |  |  |                                    |  |
|                                       |                              | Thomas Carter                         | Margaret Houghton                      |  |  |       |  |  |                                      |  |  |                                    |  |
| Frances Carter                        |                              | Thomas Carter                         |                                        |  |  |       |  |  |                                      |  |  |                                    |  |
|                                       |                              | Mary Claxton                          | Thomas Claxton                         |  |  |       |  |  |                                      |  |  |                                    |  |
|                                       |                              | Mary Claxton                          | Thomas Claxton                         |  |  |       |  |  |                                      |  |  |                                    |  |
|                                       |                              | Mary Claxton                          | Lucy Pearce                            |  |  |       |  |  |                                      |  |  |                                    |  |
|                                       |                              | Mary Claxton                          |                                        |  |  |       |  |  |                                      |  |  |                                    |  |